# Aphnaeus caffer
Aphnaeus caffer är en fjärilsart som beskrevs av Henry Trimen 1868. Aphnaeus caffer ingår i släktet Aphnaeus och familjen juvelvingar. Inga underarter finns listade i Catalogue of Life.